# Rescue Me
Rescue Me – utwór amerykańskiej piosenkarki Madonny, oryginalnie pochodzący z jej pierwszej składanki największych przebojów, The Immaculate Collection (1990). 26 lutego 1991 został on wydany przez Sire Records na drugim i ostatnim singlu promującym album. W Wielkiej Brytanii był natomiast trzecim z kolei, wydanym 7 kwietnia tego samego roku. Owa dance-popowa piosenka została napisana i wyprodukowana przez Madonnę i Shepa PettiBone’a. Singel odniósł umiarkowany sukces, zazwyczaj klasyfikując się w pierwszej dwudziestce narodowych notowań muzycznych, a w Stanach pokrywając się złotem.

## Ogólne informacje
Utwór „Rescue Me” został napisany przez Madonnę i Shepa PettiBone’a, którzy go również wyprodukowali. We wrześniu 1990 został nagrany jako jeden z dwóch (wraz z „Justify My Love”) na potrzeby kompilacji największych przebojów artystki, The Immaculate Collection, jako premierowe piosenki. Kompozycja utworu łączy w sobie elementy gatunków takich jak pop, dance i house, natomiast tekst jest bezpośrednim zwrotem do osoby, którą Madonna przedstawia jako swoją miłość.
„Rescue Me” został wydany na drugim promującym album singlu w dniu 26 lutego 1991. 7 kwietnia tego samego roku ukazał się natomiast w Wielkiej Brytanii, gdzie na drugim singlu wydano remiks „Crazy for You” (toteż „Rescue Me” był trzecim z nich). Piosenka nie była promowana teledyskiem, choć na wyspach brytyjskich jego rolę pełniło wideo z trasy Who’s That Girl World Tour (1987). W 2000 na tribute albumie Virgin Voices: A Tribute To Madonna, Vol. 2 pojawił się cover utworu w wykonaniu Adevy.

## Odbiór komercyjny
2 marca 1991 „Rescue Me” zadebiutował na piętnastym miejscu listy „Billboardu” Hot 100, co było najwyższym debiutem w historii listy (rekord ten niejednokrotnie do dziś pobijano). Ostatecznie singel dotarł do miejsca dziewiątego notowania, a 24 maja pokrył się w USA złotem. W wielu państwach uplasował się w pierwszej dziesiątce listy – m.in. w Wielkiej Brytanii (#3), Kanadzie (#7), Japonii (#9) i Europie (#3), natomiast w Australii na #15.

## Lista utworów
| Podwójny, promocyjny 12" (US) 1. „Rescue Me” (Titanic Vocal Mix) 8:15 2. „Rescue Me” (Lifeboat Vocal Mix) 5:20 3. „Rescue Me” (Lifeboat Dub) 6:02 4. „Rescue Me” (Houseboat Vocal Mix) 6:56 5. „Rescue Me” (Houseboat Dub) 5:23 6. „Rescue Me” (Demanding Dub) 5:20 7. „Rescue Me” (S.O.S. Mix) 6:23 8. „Rescue Me” (Disaster Dub) 3:20 Promo CD (US) 1. „Rescue Me” (Single Mix) aka Album Edit 4:53 2. „Rescue Me” (Alternative Single Mix) aka Houseboat Vocal Mix Edit 4:57 3. „Rescue Me” (Titanic Vocal Mix) 8:15 4. „Rescue Me” (Houseboat Vocal Mix) 6:56 5. „Rescue Me” (Lifeboat Vocal) 5:20 6. „Rescue Me” (S.O.S. Mix) 6:23 Maxi singel (US) 1. „Rescue Me” (Single Mix) aka Album Edit 4:51 2. „Rescue Me” (Titanic Vocal Mix) 8:15 3. „Rescue Me” (Houseboat Vocal Mix) 6:56 4. „Rescue Me” (Lifeboat Vocal Mix) 5:20 5. „Rescue Me” (S.O.S. Mix) 6:21 | Singel na kasecie i 7" 1. „Rescue Me” (Single Mix) aka Album Edit 4:51 2. „Rescue Me” (Alternate Single Mix) aka Houseboat Vocal Mix Edit 5:06 Singel 7" (UK) 1. „Rescue Me” (Single Mix) aka Album Edit 4:51 2. „Spotlight” (Edit) Singel CD (UK) 1. „Rescue Me” (Single Mix) aka Album Edit 4:51 2. „Rescue Me” (Titanic Vocal Mix) 8:15 3. „Spotlight” (Extended Mix) 6:26 Singel 12" (Niemcy) 1. „Rescue Me” (Titanic Mix) 2. „Rescue Me” (Houseboat Mix) 3. „Rescue Me” (Lifeboat Mix) Singel CD (Niemcy) 1. „Rescue Me” (Single Mix) aka Album Edit 4:53 2. „Rescue Me” (Titanic Vocal Mix) 8:15 3. „Rescue Me” (Demanding Dub) 5:20 |

## Pozycje na listach przebojów
| Notowanie                                               | Pozycja |
| ------------------------------------------------------- | ------- |
| Australia (ARIA)                                        | 15      |
| Austria (Austrian Singles Chart)                        | 15      |
| Dania (Dutch Top 40)                                    | 9       |
| Europa (European Hot 100 Singles)                       | 3       |
| Francja (SNEP Singles Chart)                            | 21      |
| Irak (Irish Singles Chart)                              | 3       |
| Japonia (Oricon International Singles)                  | 9       |
| Kanada (Canadian Singles Chart)                         | 7       |
| Niemcy (German Singles Chart)                           | 15      |
| Norwegia (VG-lista Singles Chart)                       | 10      |
| RPA (South African Singles Chart)                       | 4       |
| Stany Zjednoczone (Billboard Hot 100)                   | 9       |
| Stany Zjednoczone (Billboard Hot Dance Music/Club Play) | 6       |
| Szwajcaria (Swiss Singles Chart)                        | 11      |
| Szwecja (Swedish Singles Chart)                         | 20      |
| Wielka Brytania (UK Singles Chart)                      | 3       |
| Włochy (FIMI Singles Chart)                             | 12      |